# Прайс, Крейг
Крейг Прайс (англ. Craig Chandler Price, известный также как Warwick Slasher по месту совершения преступлений в городе Уорик, штат Род-Айленд) — малолетний американский серийный убийца. Дело Прайса привело к изменениям в законодательстве, которые позволили судить не достигших совершеннолетия обвиняемых как взрослых в случае серьёзных преступлений. Однако эти нормы не могут быть применены к самому Прайсу ретроактивно.
В 1989 году Прайс был арестован за убийство женщины и двух её дочерей и другой женщины в 1987 году. Ранее он уже привлекался к ответственности за незначительную кражу.

## Убийства
Первое убийство 13-летний Крейг Прайс совершил ночью 27 июля 1987. В родном городе он ворвался в дом, находившийся всего в двух домах от его собственного, и убил 27-летнюю Ребекку Спенсер (англ. Rebecca Spencer), нанеся ей 58 ударов ножом, который позаимствовал на кухне.
1 сентября 1989 Прайс, на тот момент 15-летний ученик высшей школы, убил троих своих соседей. Находясь под воздействием марихуаны и ЛСД, он нанёс 39-летней Джоан Хитон (Joan Heaton) 57 ударов ножом, её 10-летней дочери Дженнифер 62 удара, а 8-летней Мелиссе проломил череп (нанеся также 30 ножевых ранений). Удары были настолько сильными, что ножи ломались и оставались в телах жертв. На тот момент жестокость убийств осталась неизвестной из-за засекречивания данных. По словам представителей правоохранительных органов, Прайс не высказал сожаления, когда признавался в преступлениях.
Будучи разысканным, Крейг спокойно сознался в содеянном. Он был арестован за месяц до своего шестнадцатилетия и судим по правилам, применяемым к несовершеннолетним. Это означало, что он должен быть освобождён, как только ему исполнится 21 год.
Жестокость совершённых преступлений и мнение психологов, согласно которому реабилитация Прайса маловероятна, привели к созданию группы под названием Citizens Opposed to the Release of Craig Price (Граждане Против Освобождения Крейга Прайса). За время нахождения в заключении Прайсу предъявили дополнительные обвинения, в том числе за нарушения режима, драки и конфликты с персоналом тюрем. Его приговорили к дополнительному сроку в диапазоне 10—25 лет в зависимости от сотрудничества с терапевтами.

## В тюрьме
29 июля 2009 года Крейг подрался с другим заключённым. Пытаясь разнять драку, один из тюремных охранников получил ранение в палец. Ранение было нанесено импровизированным лезвием, которое находилось в руках Прайса. Прайс был переведён в другую тюрьму. Там он тоже проявил склонность к дракам. В марте 2009 года ему было отказано в освобождении. Сегодня оно считается назначенным на май 2020 года.